# Kidd Jordan
Pour les articles homonymes, voir Jordan.
Edward "Kidd" Jordan (né le 5 mai 1935 à Crowley (Louisiane) et mort le 7 avril 2023 à La Nouvelle-Orléans (Louisiane)) est un saxophoniste de jazz américain, ainsi qu'un professeur de musique.

## Biographie
Après des études de musique à la Southern University de Baton Rouge, Kidd Jordan s'est installé à La Nouvelle-Orléans. Il a enseigné à la Southern University de La Nouvelle-Orléans de 1974 à 2006.

## Discographie
Discographie sélective : 
- Kidd Stuff (2001, Danjor Records)
- Live at the Tampere Jazz Happening 2000 (2004, Charles Lester Music)
- Palm of Soul (2006, AUM Fidelity)
- On Fire (2011, Engine / Engine Studios)
- The Chonto/Tamura Sonic Insurgency w/ Kidd Jordan (2011, The Chonto / Tamura Sonic Insurgency)